# Chrysopa isolata
Chrysopa isolata är en insektsart som beskrevs av Banks 1914. Chrysopa isolata ingår i släktet Chrysopa och familjen guldögonsländor. Inga underarter finns listade i Catalogue of Life.